# Supronięta
Supronięta (biał. Супраненты, Supranienty; ros. Супроненты, Supronienty) – wieś na Białorusi, w obwodzie grodzieńskim, w rejonie ostrowieckim, w sielsowiecie Michaliszki.

## Historia
W XIX i w początkach XX w. położone były w Rosji, w guberni wileńskiej, w powiecie zawilejskim/święciańskim, w gminie Niestaniszki. Po I wojnie światowej pod administracją polską, w Zarządzie Cywilnym Ziem Wschodnich. W latach 1920–1922 w składzie Litwy Środkowej.
Od 11 kwietnia 1922 leżały w Polsce, w województwie wileńskim, w powiecie święciańskim, w gminie Świr.
W drugiej połowie lutego 1944 miało tu miejsce starcie 5 Wileńskiej Brygady Armii Krajowej mjr Zygmunta Szendzielarza „Łupaszki” z sowiecką partyzantką.
Po II wojnie światowej w granicach Związku Sowieckiego. Od 1991 w niepodległej Białorusi.